# Ministerium für öffentlichen Dienst
Ministerium für öffentlichen Dienst, historisch und umgangssprachlich Beamtenministerium, nennt man ein Ministerium, dessen Portefeuille die Angelegenheiten der Staatsbediensteten (Beamten und Tarifbeschäftigten) und des öffentlichen Dienst umfasst. Sonst sind diese Agenden im Allgemeinen meist Arbeitsgebiet eines allgemeineren Verwaltungsministerium oder eines Innenministeriums.

## Liste
| Land                   | Ministerium | kurz          | Portefeuilles und Anmerkungen                                                   | Minister |
| ---------------------- | --- | ------------- | ------------------------------------------------------------------------------- | --- |
| Frankreich             | Ministère de la Réforme de l'État, de la Décentralisation et de la Fonction Publique                                                                  |               | Staatsreform, Dezentralisierung und öffentlicher Dienst                         | Ministre de la Fonction publique                                                                                         |
| Kamerun                | Ministère de la Fonction Publique et de la Réforme Administrative                                                                                     | minfopra      | Öffentlicher Dienst und Verwaltungsreform                                       | Ministre de la Fonction Publique et de la Réforme Administrative                                                         |
| Kanada                 | Department of Public Works and Government Services (Public Works and Government Services Canada / Travaux publics et services gouvernementaux Canada) | PWGSC / TPSGC | Öffentliche Arbeiten und öffentlicher Dienst                                    | Minister of Public Works and Government Services                                                                         |
| Kanada–Manitoba        | – | –             | Aufgabenbereich des Minister of Finance                                         | Manitoba: Minister responsible for the Civil Service                                                                     |
| Luxemburg              | Ministère de la Fonction publique et de la Réforme administrative                                                                                     |               | Öffentlicher Dienst und Verwaltungsreform                                       | Ministre de la Fonction publique et de la Réforme administrative                                                         |
| Madagaskar             | Ministère de la Fonction Publique, du Travail et des Lois Sociales                                                                                    | MFPTLS        | Öffentlicher Dienst, Arbeit und Sozialgesetze                                   | Ministre de la Fonction publique                                                                                         |
| Marokko                | الوزارة المكلفة بالشؤون العامة والحكامة Ministère de la Fonction Publique et de la Modernisation de l’Administration                                  | MMSP          | Öffentlicher Dienst und Verwaltungsmodernisierung                               | وزير المكلف بالوظيفة العمومية وتحديث الإدارة Ministre de la Fonction Publique et de la Modernisation de l’Administration |
| Österreich             | Bundesministerium für Kunst, Kultur, öffentlichen Dienst und Sport                                                                                    | BMKÖS         | Kunst, Kultur, Öffentlicher Dienst und Sport                                    | Bundesminister für Kunst, Kultur, öffentlichen Dienst und Sport                                                          |
| Vereinigtes Königreich | – | –             | Öffentlicher Dienst seit 1968 fester Bestandteil des Amtes des Premierministers | Minister for the Civil Service                                                                                           |

## Historische Behörden
- China: 吏部,  Lìbù – „Ministerium für Ernennungen“, bis 1911 (Beamtenprüfung ab 736 am 禮部,  Lǐbù – „Ritenministerium“)
- Österreich-Ungarn: Provisorisches Beamtenministerium 1895